# Hind Laroussi

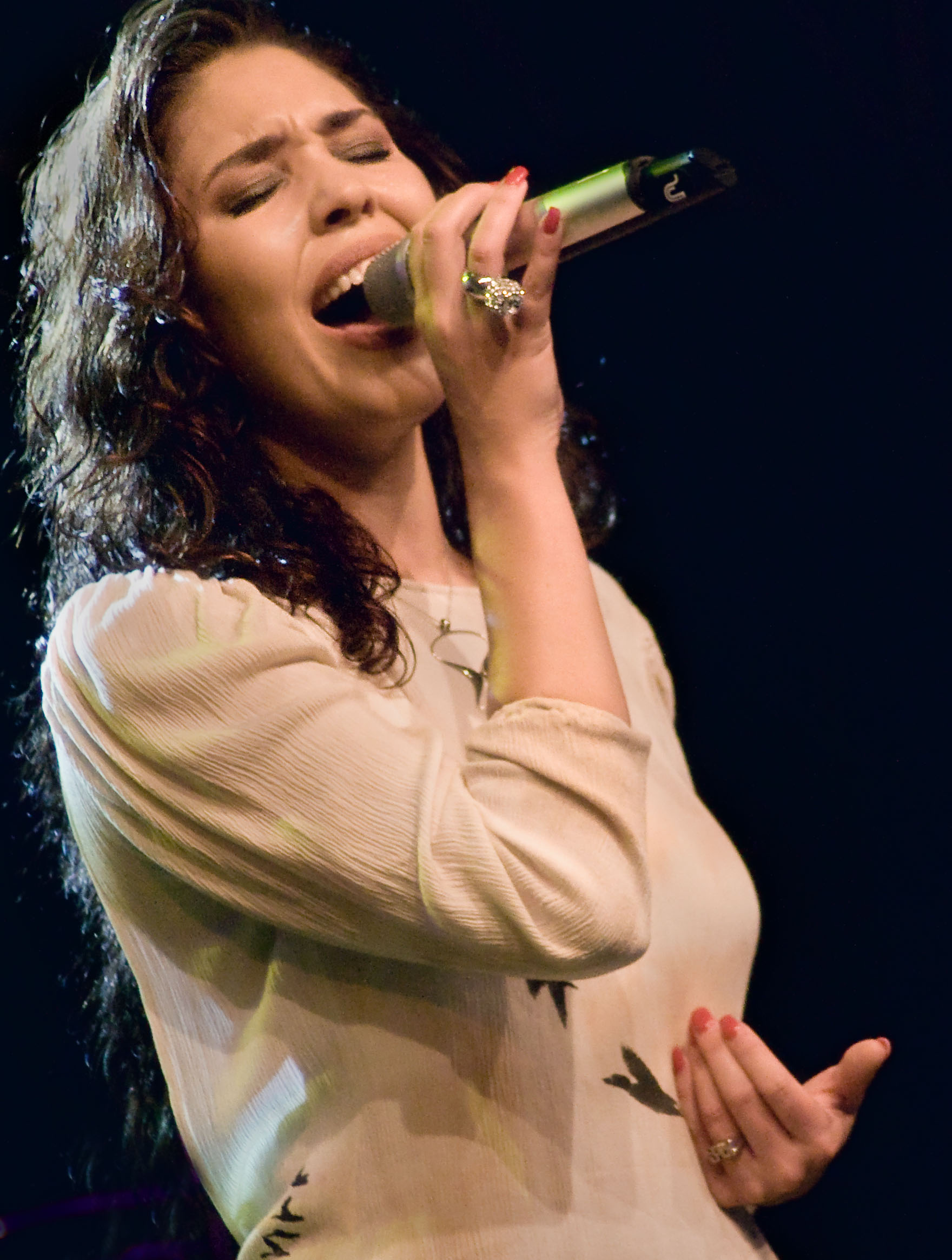
Hind Laroussi

Hind Laroussi Tahiri, popartist under namnet Hind, född 3 december 1984 i Gouda, Nederländerna med holländsk mor och marockansk far. Hind har släppt två album och framför vad hon själv kallar arabpop. 
Hon deltog i den första nederländska upplagan av Idol 2002-2003 och representerade Nederländerna i Eurovision Song Contest 2008 i Belgrad.